# 賴漢英
賴漢英（1813年－1909），清广东花县九间乡四角围村或炭步賴屋人，太平天國前期將領，洪秀全妻賴蓮英弟，初於廣西行商並行醫，與堂弟賴文鴻、賴文光五人共同參與1851年金田起義，1852年底率領太平軍水師自武昌東下，1853年攻佔南京，升為夏官副丞相。
1853年，賴漢英奉命率領林啟容等部西征江西，久攻南昌不下後退兵，返回天京後被革職，被命令改為從事刪改儒經的工作。同年底奉命率兵救出揚州守軍，返回天京後改封為東殿尚書。後來楊秀清有意殺他，賴漢英投江自殺死。
一說賴漢英於太平天國敗亡後逃到香港，於1909年左右去世，專長太平天國史的羅爾綱認為此說法不可信。